# Matthiola incana
La violacciocca rossa (non violaciocca, forma diffusa comunemente) (Matthiola incana (L.) W.T.Aiton) è una pianta erbacea perenne della famiglia della Brassicacee, originaria delle regioni mediterranee.
Il genere Matthiola prende il nome da Pietro Andrea Mattioli (1501-1578), medico e botanico senese.

## Descrizione
La violacciocca è alta 30-60 cm, ha il fusto cilindrico, rigido, contorto e legnoso alla base, con cicatrici delle foglie degli anni precedenti. La pelosità va dal glabrescente al bianco-tomentoso per peli ramificati, a volte con rari peli ghiandolari.
Le foglie sono di colore cenere, lanceolate (1-3 × 5-12 cm) e vellutate; il margine è intero o con denti ottusi. Sono a volte presenti lacinie basali ottuse, oppure le foglie possono presentarsi sinuate, ondulate o pennatosette.
Il fiore è composto da un calice di quattro sepali di 9-15 mm bordati di violetto e piegati a sacco nella parte inferiore; una corolla di quattro petali violetti, spatolati, lunghi 17-24 mm, con larghezza massima di 8 mm. Fiorisce da marzo a maggio.
Il frutto è una siliqua appiattita lunga 60-100 mm e larga 3 mm, con apice acuto e due bitorzoli laterali che si notato soprattutto prima della maturazione. È sorretta da un peduncolo di 10-20 mm.

## Distribuzione e habitat
La violacciocca predilige suoli calcarei, e cresce spesso su rupi a picco sul mare, o su vecchi muri. È una pianta del litorale, ma si può trovare, naturalizzata, anche nell'entroterra fino a 600 m di altitudine.
È una pianta steno-mediterranea, diffusa cioè lungo le coste del mar Mediterraneo, all'incirca nell'areale dell'olivo. In Italia è comune lungo tutta la costa tirrenica, dalla Liguria alla Calabria, lungo le coste del mar Ionio e Adriatico a sud del Conero, e sulle isole. In altre parti d'Italia si trovano individui coltivati, o sfuggiti alla coltivazione e naturalizzati.

## Tassonomia
In Italia esistono due sottospecie di Matthiola incana: la sottospecie incana e la sottospecie rupestris.
- M. incana subsp. incana: è la sottospecie più diffusa, si riconosce dalle foglie inferiori ad apice acuto, larghe al massimo 22 mm, dal tomento color cenere e dalla lunghezza dei sepali (9-13 mm);
- M. incana subsp. rupestris (Rafin.) Nyman: si trova raramente, in Sicilia, nelle isole Egadi e a Gozo (Stato di Malta), si distingue dalla sottospecie nominale per le foglie inferiori ad apice acuto e larghe anche 20-40 mm, dalla scarsità di peli e dai sepali che sono lunghi 11-15 mm.

Sull'isola di Pantelleria è presente una varietà di M. incana (M. incana var. pulchella (Tineo) Fiori) caratterizzata da una particolare abbondanza di peli ghiandolari.

## Usi
Si coltiva in piena terra per l'ornamento primaverile dei giardini oppure in vaso; si utilizzano anche i fiori recisi. È molto indicata per le fessure degli scogli delle località marine. Le varietà coltivate, per lo più annuali, possono avere fiori di diversi colori (bianco, rosa, rosso o violetto), diverso periodo di fioritura o fiore con petali raddoppiati.

## Altre notizie
La violacciocca è il simbolo della bellezza durevole.
La violacciocca, insieme all'euforbia, è la pianta maggiormente citata da Grazia Deledda nel suo celebre romanzo Canne al vento, ambientato a Galtellì, in Sardegna.